# Sebastes phillipsi
Sebastes phillipsi és una espècie de peix pertanyent a la família dels sebàstids i a l'ordre dels escorpeniformes.

## Descripció
Fa 43 cm de llargària màxima i 1,2 kg de pes. És de color rosa blanquinós i canvia a carmesí daurat quan és mort i exposat a l'aire. Presenta franges fosques al dors des de les vores posteriors de les òrbites oculars fins al voltant de la inserció de la segona dorsal. Peritoneu fosc. La forma entre els ulls és còncava. 2-4 espines per sota dels ulls. La 2a. espina anal és més allargada que la 3a. 36-40 branquiespines.

## Reproducció
És de fecundació interna i vivípar.

## Alimentació
El seu nivell tròfic és de 3,16.

## Hàbitat i distribució geogràfica
És un peix marí i batidemersal (entre 174 i 274 m de fondària), el qual viu al Pacífic oriental central: els esculls fondos des de la badia de Monterey fins a Newport Beach (el sud de Califòrnia, els Estats Units), incloent-hi el corrent de Califòrnia.

## Observacions
És inofensiu per als humans i el seu índex de vulnerabilitat és alt (60 de 100).